# Jiang Wei
En aquest nom xinès, el cognom és Jiang.
Jiang Wei (202–264) va ser un general militar i més tard regent de Shu Han durant el període dels Tres Regnes de la Xina. Originalment va servir a Cao Wei com un oficial militar de nivell mitjà, però va desertar al bàndol de l'estrateg de Shu Han, Zhuge Liang, deixant la seva mare a Wei. Després d'això, Jiang Wei va prendre part en les campanyes militars en contra del país de la seva mare. Es va unir a la primera Expedició del Nord de Zhuge Liang en contra de Cao Wei en 228, i va ser nomenat comandant d'exèrcit.
Zhuge Liang sempre havia considerat a Jiang Wei, un enginyós i capaç general, i Jiang va rebre ascensos a la velocitat de la llum durant la regència de Zhuge Liang i dels successors de Zhuge Liang Jiang Wan i Fei Yi per finalment convertir-se en assistent cap de Fei Yi. Després de la mort de Fei Yi en el 253, el va succeir en la seva posició, però no tenint el poder complet que Fei Yi tenia, ja que només va ser encomanat de qüestions militars - i, per tant, es podria dir que va ser un regent.
Revivint les campanyes de Zhuge Liang en contra de Cao Wei (les quals Jiang Wan i Fei Yi havien abandonat en gran manera), Jiang Wei va fer diverses incursions contra Wei—una en coordinació amb el regent de Wu Oriental Zhuge Ke (el nebot de Zhuge Liang) -- però cadascun va haver d'abandonar-la a causa dels inadequats subministraments d'aliments i de les pèrdues en el camp de batalla, aquestes campanyes suposaren un gran drenatge de recursos per a Shu Han. En el 263, els exèrcits de Wei, dirigits per Deng Ai i Zhong Hui, van conquerir Shu Han. Jiang Wei va tractar de restaurar el regne persuadint a Zhong Hui de declarar una revolta en contra del governant de facto de Cao Wei Sima Zhao, Zhong Hui va estar d'acord però després que ho va fer, els mateixos soldats de Zhong es van revoltar contra ell. Tant Zhong com Jiang van ser morts en la batalla.